# Хронология легализации проституции

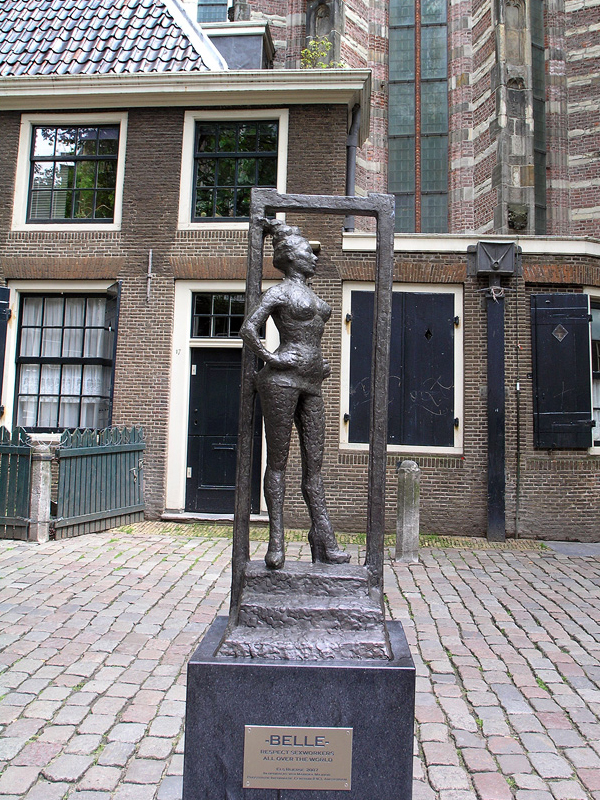
Памятник в честь работников секс-индустрии в мире (Амстердам).

Проституция легальна и регулируется законом
Проституция (обмен секса на деньги) является законной, но организованная деятельность, такая как публичные дома и сутенерство, незаконна; Проституция не регулируется
Проституция незаконна
Нет данных

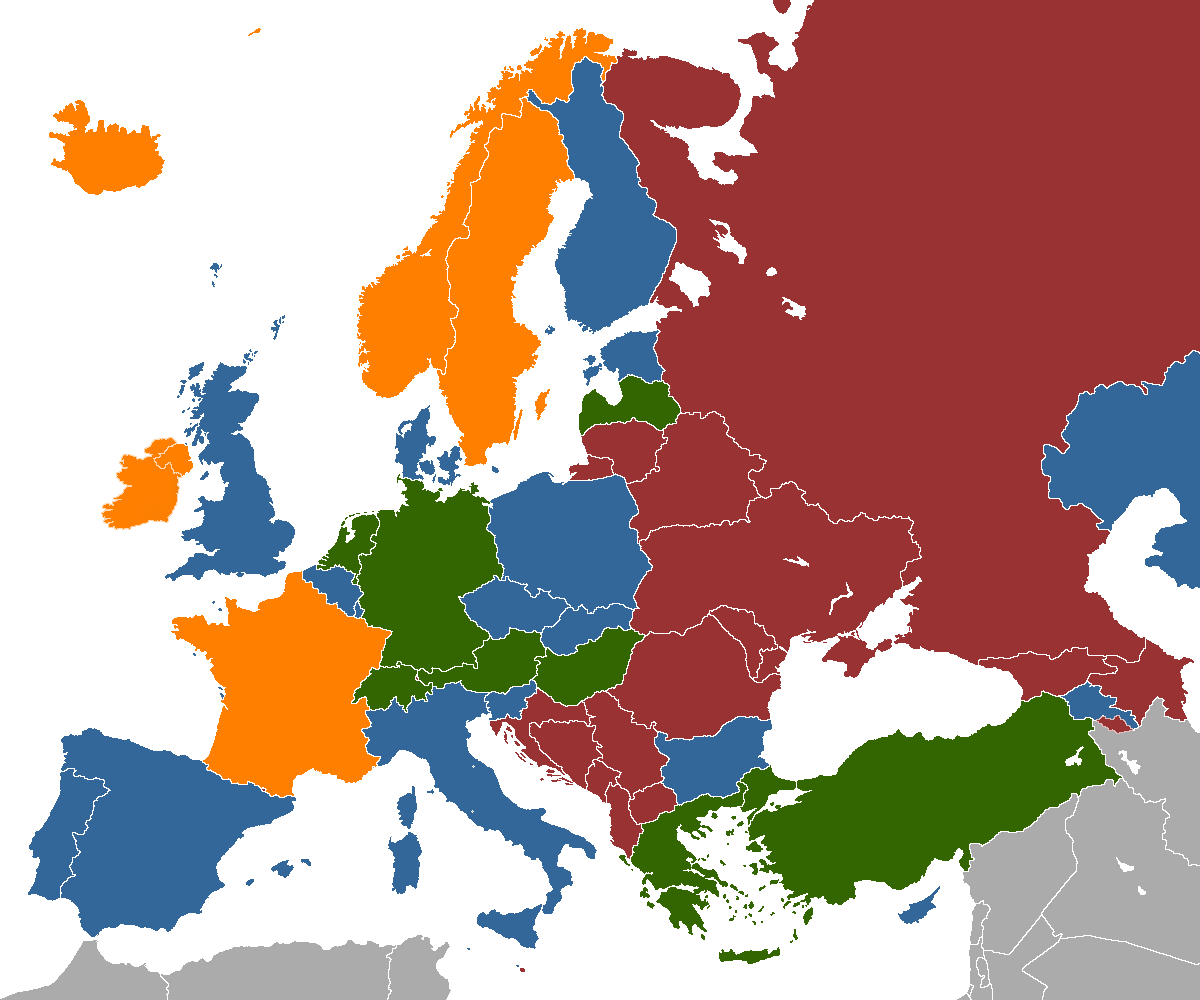
Проституция легальна
Запрещены бордели и сутенёрство
Запрещено приобретение секс-услуг
Проституция запрещена
Нет данных

Хронология легализации проституции. Во второй половине XX века на фоне развития потребительского общества, и борьбы проституток за легализацию своего бизнеса, в нескольких странах встал вопрос о легализации проституции, что повлекло за собой изменение законодательства и практики его применения.
Настоящая статья содержит хронологию основных событий юридического признания проституции.

## 1843—1917

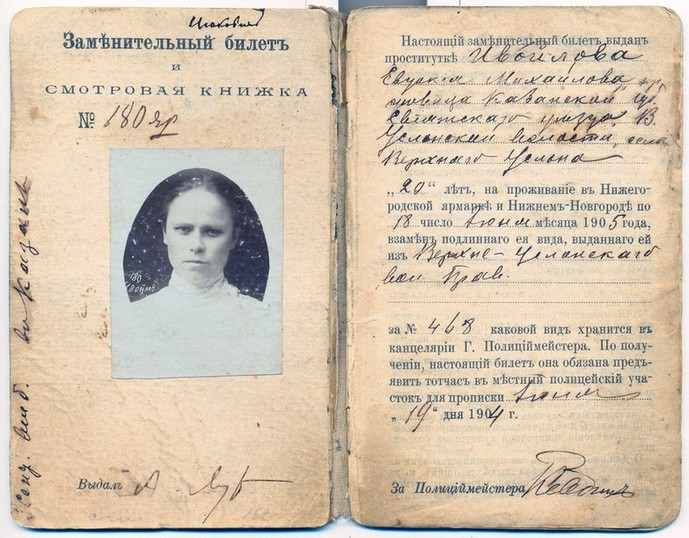
заменительный билет проститутки на право работать на Нижегородской ярмарке, 1904 год

Российская империя проституция была легальна.

## 1990-е годы
- 1999 год. Дания[1].

## 2000-е годы
- 2000 год, октябрь. Нидерланды.

- 2002 год, январь. Германия[2]

- Швейцария

- Греция

- Австрия

- Венгрия

## 2010-е годы
- 2013 год. Канада. Единогласным решением девять судей Верховного Суда признали не соответствующими конституции законы, которые запрещают открывать бордели, предлагать сексуальные услуги в общественных местах и жить на доходы от проституции. Подавшие иск представительницы проституток утверждали, что это законодательство угрожает их безопасности и нарушает их конституционные права. Решение вступило в силу в конце 2014 года[3].